# Autruche (rivière)
Pour les articles homonymes, voir Autruche (homonymie).
L’Autruche est une rivière du Territoire de Belfort qui naît d'une retenue d'eau créée au XVIe siècle sur la commune d'Etueffont à ?m d'altitude. Elle se jette dans la Madeleine à Novillard, 28 mètres plus bas, après un parcours de 13,6 km.

## Géographie
Elle draine un bassin de 45 km2 et reçoit quatre affluents : le ruisseau de la Femme, l'Ermite, le Trovaire et la Clavelière.
Historiquement, l'Autruche s'écoulait à travers de nombreux étangs, aujourd'hui asséchés, et animait des moulins parsemés le long de son cours, que l'on peut dénombrer sur la carte de Cassini du XVIIIe siècle.
Son milieu naturel en amont est forestier, puis son lit s'élargissant, il est composé de prairies.
C'est une rivière classée en deuxième catégorie, accueillant principalement des espèces cyprinicoles. Son peuplement est déséquilibré à cause de sa santé médiocre. On y trouve des gardons, chevaines et goujons. L'anguille a disparu aux alentours de 1980.
L'Autruche traverse 9 communes : Bessoncourt, Chèvremont, Denney, Eguenigue, Fontenelle, Pérouse, Petit-Croix, Phaffans, Roppe, Vétrigne.